# Ticiano (governador)
Ticiano (em latim: Titianus) foi um oficial romano do século IV, ativo durante o reinado conjunto de Constantino (r. 306–337) e Licínio (r. 308–324). Sabe-se de sua existência através de uma lei (viii 5.2) preservada no Código de Teodósio concernente ao curso público, o correio imperial. A lei é datada de 14 de maio de 316. Os autores da PIRT consideram ser possível associá-lo ao presidente homônimo.